# Wiktor Petrowitsch Malinowski

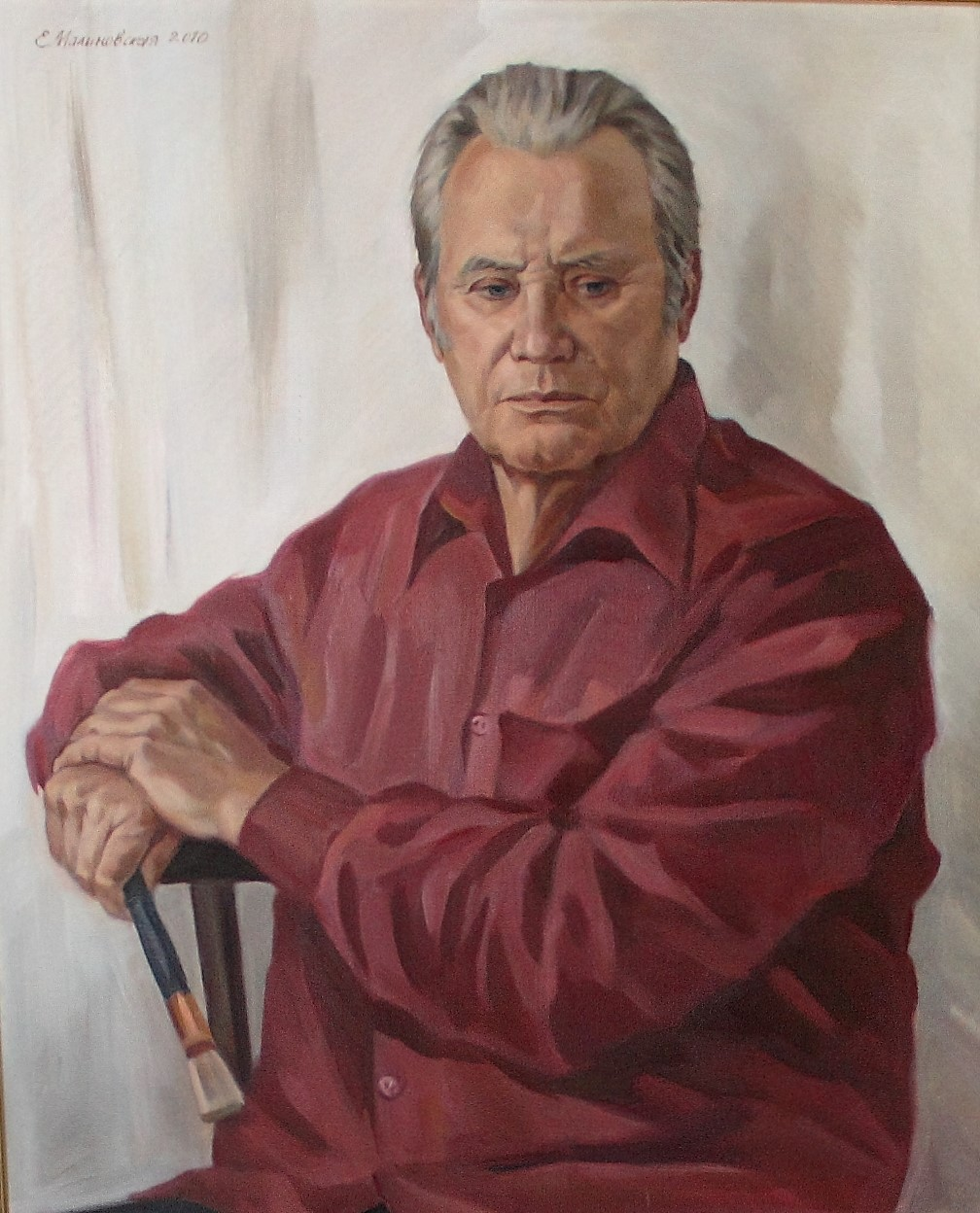
Wiktor Petrowitsch Malinowski

Wiktor Petrowitsch Malinowski (russisch Виктор Петрович Малиновский; * 25. November 1928 in Gorki, Sowjetunion; † 30. Oktober 2011 in Nischni Nowgorod, Russland) war ein russischer Bildhauer, Dichter und Kunstmaler des sozialistischen Realismus mit mehr als 217 Gemälden, darunter eine Reihe von Gemälden zum Thema des Großen Vaterländischen Krieges. Malinowski ist Verdienter Künstler der RSFSR, anerkannter Maler der Stadt Nischni Nowgorod, sowie Mitglied der Union der Künstler seit 1957. Einige seiner Gemälde befinden sich im staatlichen Kunstmuseum Nischni Nowgorod.

## Leben
Malinowski kam 1928 in der Stadt Gorki, dem heutigen Nischni Nowgorod, zur Welt.
Die Kriegsjahre überlebte die Familie in Sormowo, einem Stadtbezirk im Nordwesten der Stadt Nischni Nowgorod. Im Jahre 1944 erhielt Wictor Malinowski, nach einem Aufruf in der Zeitung Iswestija, die Studien-Zulassung zur Kunsthochschule Iwanowo. Nach dem Studium in Iwanowo ging er für ein Jahr an die Gorki Kunstschule und schloss im Jahr 1949 ein Künstler-Diplom ab. Anschließend ging Malinowski nach Moskau an das staatliche Institut für Kinematographie (VGIK). Die Professoren des Instituts waren in jenen Jahren die russischen Maler: Fjodor Semyonovich Bogorodsky, Juri Iwanowitsch Pimenow, Grigori Michailowitsch Shegal, E.A. Kalachev und S.M. Kamanin. Als Thema seiner Abschlussarbeit wählte er eines seiner literarischen Lieblingswerke – „Neuland unterm Pflug“ von Michail Alexandrowitsch Scholochow.
Nach dem Abschluss am Institut für Kinematographie arbeitete er kurze Zeit als Moskauer Filmkünstler und Bühnenbildner bei Mosfilm. Als Bildhauer fertigte er 1977 das Denkmal: „In Erinnerung an die Helden der Revolution 1905“ (Sormowo, 1977) an. Seit 1957 war er Mitglied im Künstlerverband. Von 1971 bis 1974 war er Vorsitzender der Nischni-Nowgorod-Organisation der Russischen Union der Künstler. Von 1971 bis 1974 war er Vorsitzender der Nischni-Nowgorod-Organisation der Russischen Union der Künstler und von 1980 bis 1985 an der Gorkier Kunstschule. Als Meister erarbeitete er eine breite und vielfältige Palette von Themen, viele davon assoziiert im historischen Stil, und in bester Tradition als realistische Kunst ausgeführt. Für die Filmdekoration in dem Film „Der Großherzog Georgi Wsewolodowitsch in den Dyatlov Bergen“ erhielt Wiktor Malinowski im Jahr 2003 die Auszeichnung mit dem Titel Preisträger des Preises der Stadt Nischni Nowgorod.
Über fünfzig Jahre war Wiktor Malinowski ständiger Teilnehmer an regionalen, landesweiten und unionsweiten Kunstausstellungen. Er arbeitete im Bereich der Tafelmalerei, Leinwandmalerei, Grafik, Monumentalkunst, Skulptur. Im Jahr 1980 erhielt er den Titel „Verdienter Künstler der Russischen Föderation“.
Wiktor Malinowski starb am 30. Oktober 2011 in seiner Heimatstadt Nischni Nowgorod. Er wurde auf dem Friedhof Bugrovskom begraben.

## Ausstellungen
- „Big Wolga“ (verschiedene Städte Russlands), 1964, 1967, 1970, 1974, 1980, 1998, 2003
- All-Union (Moskau, 1957)
- All-Russland (Moskau, 1999)
- Einzelausstellungen: Gorki/Nischni Nowgorod, 1963, 1970, 1972, 1978, 1998.
- 2013: Kunstmuseum Nischni Nowgorod

## Werke (Auszug)

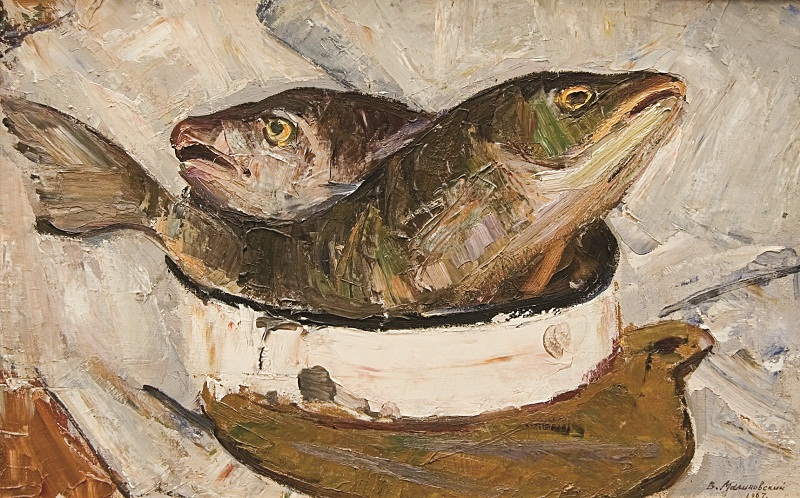
Wiktor Malinowski, 1967: Meeresfische
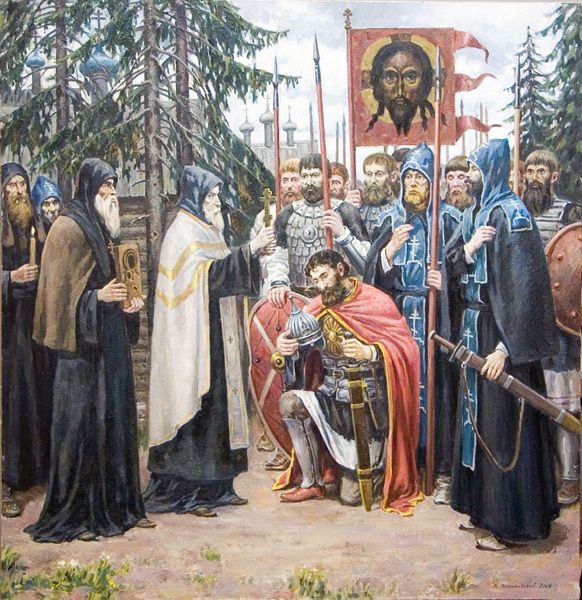
Wiktor Malinowski, 2006: Der Segen von St. Sergius
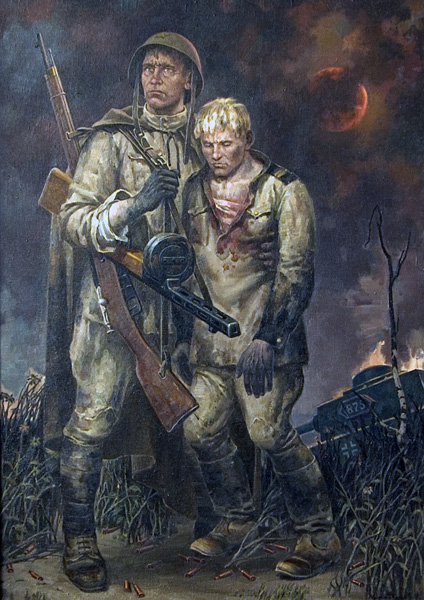
Wiktor Malinowski, 1998: Unser Vaterland

| Personendaten    | Personendaten                           |
| ---------------- | --------------------------------------- |
| NAME             | Malinowski, Wiktor Petrowitsch          |
| ALTERNATIVNAMEN  | Малиновский, Виктор Петрович (russisch) |
| KURZBESCHREIBUNG | russischer Künstler                     |
| GEBURTSDATUM     | 25. November 1928                       |
| GEBURTSORT       | Gorki, Sowjetunion                      |
| STERBEDATUM      | 30. Oktober 2011                        |
| STERBEORT        | Nischni Nowgorod, Russland              |